# Seminari Major Sant Carles Borromeu de Nyakibanda
El Seminari Major Sant Carles Borromeu de Nyakibanda és un seminari catòlic prop a Butare, Ruanda.
El Seminari Major de Nyakibanda va ser creat el 1936. Està sota la jurisdicció de la Conferència Episcopal de Ruanda, que al seu torn estan sota la Santa Seu a Roma, que hi és representada per la Congregació per a l'Evangelització dels Pobles.
Es troba al sector de Gishamvu al districte de Huye a la Província del Sud (Ruanda), sota de la cadena de muntanyes anomenada "Ibisi bya Nyakibanda", a uns 12 km de Butare.
El 2007, hi havia 186 seminaristes que van cursar el curs de quatre anys. Pel 2011 el rector era el pare Antoine Kambanda, que havia estat nomenat el 2006. Va substituir monsenyor Smaragde Mbonyintege, qui havia estat nomenat bisbe..